# 名古屋商科大学
名古屋商科大学（なごやしょうかだいがく、英語: Nagoya University of Commerce & Business）は、愛知県日進市米野木町三ヶ峯に本部を置く日本の私立大学。
1935年創立、1953年大学設置。大学の略称は名商大（めいしょうだい）、商大（しょうだい）、NUCB。

## 概観

### 大学全体
名古屋商科大学は、1935年に創立された名古屋鉄道学校を前身とする私立大学である。大学設立当初は商学部のみの設置であったが、1990年大学院を開設、2004年会計ファイナンス学部、2008年経済学部、2010年コミュニケーション学部を順次設置。2019年4月現在、4学部・8学科、大学院は、2研究科を擁する。学部および大学院ともにハーバード流のケースメソッド教育を採用する教育機関として知られる。
名古屋商科大学は、マネジメント教育に関する国際評価機関AACSBの認証を取得(学部・大学院：2006年)。大学院においては、The Association of MBAs (AMBA)による国際認証を国内で唯一取得(2008年)している。2021年にはEQUIS認証を取得して、国内初のトリプルクラウン校となる。
世界74カ国からの国際学生が英語による教育を受け、教員の3割は国際教員で構成され、中部地区でも数少ない国際的な教育研究機関。

### 建学の精神
名古屋商科大学のミッションは「フロンティアスピリット」を備えたイノベーティブで倫理観あるリーダーの育成、そしてビジネス界や社会の発展をもたらす知識の創出をすることである。

#### 開拓者精神
教育の基本姿勢は、開拓者精神（フロンティア・スピリット）の浸透、世界的な視野の習得、そしてビジネス界に貢献できる能力を持ったリーダーとイノベーションを起こす人材を育成するため、質の高い教育を提供することである。

#### 師弟同行
第二の教育方針の柱として「師弟同行」の精神が挙げられる。チュートリアル・システムは、教育における一方通行的講義の欠陥を補うものとしてセミナー教育を重視するとともに、更にチュートリアルを導入して師弟同行の理念でこれを推し進め、両者が相互啓発によって互いの信頼を深め、人間教育・個性教育に立ち返って、他に掛け替えのない存在となるべく指導するものである。

#### グローバル教育
第三の柱は国際主義にある。将来にわたって平和な国家建設を図るためには次代を担う学生が広い視野と深い洞察力を持つことが肝要である。これらの認識を持ちつつ、学生による海外での学修生活、多様性の体験を重要視している。異なった歴史、文化、社会、習慣を知ることは相互理解を深め、社会構造を理解し、多様な価値観を知ることを通じて更に自国を知ることに繋がると考えている。

### 教育および研究

#### 国際認証（高等教育の質保証）
名古屋商科大学は、世界レベルの教育の品質保証を重視している。
2006年にマネジメント教育に関する国際評価機関(The Association to Advance Collegiate Schools of Business - AACSB International（AACSB)の認証を国内において学部・大学院で初取得した。2008年には大学院においてイギリスに本部を置く世界３大ビジネススクール国際認証機関The Association of MBAs (AMBA)による認証を国内で初取得した。2021年にはマネジメント教育に関する国際的な教育品質評価機関である EFMD（The European Foundation for Management Development）によるEQUIS認証（The European Quality Improvement System）も取得した。
こうして、名古屋商科大学は、「AACSB」（米国）、「AMBA」（英国）、「EQUIS」（欧州）の全ての国際認証を取得した全世界でもわずか約100校（全体の1%未満）しか存在しない国内初のトリプルクラウン校となった。また、名古屋商科大学は世界大学・大学院ランキング（QS Ranking、FT Ranking、Eduniversal Ranking）においても上位にランクインするなどその教育品質は、世界水準である。この国際認証や国際的評価によって名古屋商科大学は海外の優れた大学等との提携が進み、世界のトップレベルのビジネススクールで学修できる教育環境が構築されている。
名古屋商科大学の名古屋キャンパスでは、国際認証を有する「BBA - Bachelor of Business Administration」（学部版MBA）国内初の学位が取得でき、従来の座学中心の大学教育から脱却し、アクティブラーニングという革新的な学修手法を100%導入した実践的な経営学の学修課程がある。1年次からインターンシップや海外ボランティアなど学外活動を行い、自らの考えを社会に提案できる「フロンティア人材」を育成する。

#### エンロールメント・マネジメント
学生の視点による大学運営「エンロールメント・マネジメント」が導入されており、講義内容・教育手法の改善、学生支援体制の強化など学生の満足度向上のための取り組みが実践されている。

### 学風および特色

#### ケースメソッド教育
ハーバードビジネススクールに起源を持ち、企業や組織の中で課題を抱える主人公のストーリーが描かれた「ケース」を利用して、参加者中心型学習手法として100年以上の歴史を持つ教授法。世界中の経営大学院（ビジネススクール）で採用され、参加者はケースをもとに主人公が抱える現実課題にどう対応すべきかを主人公の視点で追体験し、自己の意見を発言する主体性を体得することができる。『中小企業白書』（2018年版中小企業庁刊）では、名古屋商科大学の学部と名古屋商科大学大学院（ビジネススクール）が取り組む事業承継人材育成のケースメソッドによる実践的な学びが事例紹介されている。

#### 海外留学
海外留学に強みを持つ名古屋商科大学は、世界トップレベルの提携校との交換留学奨学金制度を整備。国際ボランティアランキングで5年連続国内第1位、国内初のギャップイヤー留学（約70日間をかけて、各自の自主的な計画に基づき、海外を舞台に単独で調査やボランティア活動を行う）、海外インターンシップやハーバード大学等への短期留学支援制度もあり、世界で通用する「グローバル人材」を育成するための先進的な環境が整っている。

##### 国際ボランティア
海外の若者とのボランティア活動を通して、異文化交流と地域貢献を実現するプログラム。プロジェクト毎に10〜20名の多国籍メンバーが集められ協働する。世界35ヶ国800プロジェクトの中から、自分の興味や目的に合わせたプロジェクトの選択が可能。派遣人数の最も多い駐日ドイツ大使館、在日フランス大使館からは、このプロジェクトの意義が認められその後援を得ている。

##### 海外インターンシップ
名古屋商科大学と日系企業の独自提携により、ASEAN諸国での現地インターンシップを実施、2019年夏には、45名の学生が参加。約2週間にわたり、現地の日系企業（ホテル、コンサルティング、建設、広告など）で就労体験する。

#### スマートキャンパス（文武両道型）
日進キャンパスは東京ディズニーランドの約1.5倍の広大な校地面積を持ち、愛知県内の私立大学としては最大。構内には野球場（2面）、ゴルフ練習場（165ヤード）、弓道場（近的および遠的）、陸上トラック、サッカー場、ラグビー場、テニスコート（7面）が整備されている。ビジネスに必要な情報リテラシーを育む為、Apple製MacBook Airが学部入学者全員へ無償譲渡されている。

## 評価
名古屋商科大学及び名古屋商科大学大学院（ビジネススクール）の外部認証機関による学校認証・認定は以下の通り。

### 国際認証
- AACSB認証：学部・大学院（2006年[24]）
- Association of MBAs 認証：大学院（2008年 [25]）
- EQUIS 認証：大学院（2021年）

### ランキング
タイムズ・ハイアー・エデュケーション - 英国の教育専門誌タイムズ・ハイアー・エデュケーション主催のランキング。
- Japan University Rankings - The Times Higher Education：中部1位（国際性）[27]

Eduniversal - フランスSMBG社（1994年設立の教育機関向けコンサルティング会社）主催のランキング。
- （MSc）Eduniversal Best Masters Ranking Taxation：世界3位（国内1位）[29]

- （MBA）Eduniversal Best Masters Ranking Entrepreneurship：世界25位（国内1位）[30]

- （MiM）Eduniversal Best Masters Ranking General Management：アジア2位（国内1位）[29]

- （Executive MBA）Eduniversal Best Masters Ranking Executive MBA：アジア5位（国内1位）[29]

- Business School Ranking in Japan：国内4位[31]

Quacquarelli Symonds - 英国クアクアレリ・シモンズ社（1990年設立の大学評価機関）主催のランキング。
- QS Master's in Management Rankings: アジア10位（国内1位）
- QS Executive MBA Rankings: アジア17位（国内1位）
- QS Global MBA Rankings: アジア19位（国内1位）[33]

フィナンシャル・タイムズ - 英国経済メディア主催のランキング。
- FT 2018 Asia-Pacific top 25 business school rankings: アジア太平洋25位（国内1位）[34]

「大学ランキング2018年版」（朝日新聞出版）
- 愛知県内の私立大学：3位[35]。

「大学探しランキングブック2017」（大学通信版）
- 「改革力が高い大学」：全国私大14位（東海地区1位）
- 「面倒見が良い大学」：全国私大15位（東海地区1位）

## 沿革

### 略歴
名古屋商科大学の前身である名古屋鉄道学校は、1935年に創立され、1953年に商学部商学科を設立し名古屋商科大学が開学した。1968年に名古屋市郊外に日進キャンパスを開設。世界に通用する「グローバル人材」育成のため、国際的な大学・ビジネススクールの第三者評価機関から2006年AACSB Internationalの認証、2009年AMBAの認証、2021年EQUISの認証を得るなど大学教育の国際化が進む。名古屋商科大学大学院は1990年に開設され、2001年名古屋伏見キャンパス（現・学部名古屋キャンパス）、2005年東京丸の内キャンパス、2007年大阪梅田キャンパス（現・大阪うめきたキャンパス）、2015年名古屋キャンパス「丸の内タワー」を順次設置している。

### 年表

#### 学部 - NUCB Undergraduate School
- 1935年 - 栗本祐一、名古屋鉄道学校創立[3]。
- 1950年 - 光陵短期大学を設置。
- 1953年 - 名古屋商科大学（商学部商学科）開学。
- 1957年 - 商学専攻科設置。
- 1962年 - 産業経営学科開設。
- 1968年 - 日進キャンパスへ移転開始。
- 1981年 - 栗本宏、学長就任。
- 1984年 - 経営情報学科開設。
- 1985年 - 国際経済学科開設。
- 1990年 - 大学院（全国で初の経営情報学研究科）開設、新入生全員に在宅学習用パソコン無償譲渡開始。
- 1992年 - 香港中文大学との交換留学制度発足、在宅学習用パソコンにApple Computerを正式採用。
- 1993年 - タイ王国・チュラーロンコーン大学との交換留学制度発足。
- 1995年 - 北京外国語大学との学術・教育交流に関する協定を結ぶ。公式サイト開設。
- 1996年 - 留学奨励生派遣制度発足。
- 1998年 - 放送大学との単位互換協定、外国語学部（英語コミュニケーション学科・アジア言語文化学科）開設。
- 2000年 - 全国で初の一年制大学院・情報技術コース開設、名古屋駅前にサテライトキャンパスを開設。
- 2001年 - 商学部を総合経営学部と経営情報学部に改組、地下鉄伏見駅前に大学院名古屋伏見キャンパス開設。
- 2002年 - 大学院グローバル・ビジネスコミュニケーション研究科開設。
- 2003年 - 留学生別科開設。
- 2004年 - 会計ファイナンス学部開設、大学院マネジメント研究科開設。
- 2005年 - 東京丸の内ビルディングでMBAプログラムを開始。
- 2006年 - 国際的な大学評価機関「AACSB」から慶應義塾大学に次ぐ国内2番目の正式認証を受ける。
- 2006年 - 文部科学省「特色ある大学教育支援プログラム」にWeekend MBAが認定される。
- 2007年 - 大阪梅田キャンパスでMBAプログラムを開始。
- 2008年 - 経済学部、経営学部経営情報学科、外国語学部国際教養学科を設置。
- 2008年 - 国際的な大学評価機関The Association of MBAs (AMBA)から国内初の正式認証を受ける。
- 2010年 - 名古屋市千種区に国際教育研究センター設立。
- 2010年 - 商学部、コミュニケーション学部設置。
- 2011年 - 名古屋市名東区に大型の学生寮「名東寮」完成。
- 2013年 - コミュニケーション学部現代教養学科をグローバル教養学科に名称変更。
- 2013年 - コミュニケーション学部国際コミュニケーション学科を英語学科に名称変更。
- 2014年 - 経済学部に総合政策学科を設置。
- 2015年 - 名古屋キャンパス「丸の内タワー」完成（創立80周年記念事業）。
- 2016年 - 経営学部と商学部に「経営管理コース」を設置。
- 2018年 - 国際学部（東海北陸初）を設置。
- 2022年 - 経営管理課程（BBA）を設置
- 2024年 - 日進キャンパス内に留学生向けの国際寮「Hiroshi Hall」を設置
- 2025年 - 国際学部英語学科を英米学科に名称変更

#### 大学院 - NUCB Business School
- 1990年 名古屋商科大学大学院（全国で初の経営情報学研究科）開設[36]
- 2000年 全国で初の一年制大学院・情報技術コース開設
- 2000年 名古屋駅前にサテライトキャンパスを開設
- 2001年 地下鉄伏見駅前に大学院名古屋伏見キャンパス開設
- 2002年 大学院グローバル・ビジネスコミュニケーション研究科開設
- 2003年 土日型MBAプログラム「Weekend MBA」を開始
- 2004年 会計ファイナンス学部開設、大学院マネジメント研究科開設
- 2005年 東京丸の内ビルディングでMBAプログラムを開始
- 2006年 国際的な大学評価機関「AACSB」より国内2番目の正式認証を受ける
- 2006年 文部科学省「特色ある大学教育支援プログラム」にWeekend MBAが認定される
- 2007年 大阪梅田キャンパスでMBAプログラムを開始
- 2008年 国際的な大学評価機関The Association of MBAs (AMBA)から国内初の正式認証を受ける
- 2015年 名古屋キャンパス「丸の内タワー」完成
- 2016年11月14日～11月16日 「Asia Pacific Conference for Deans and Directors 2016」（Association of MBAs (AMBA)による国際会議）を名古屋キャンパス丸の内タワーにて開催[37][38]
- 2021年 国際的な教育品質評価機関EFMDからEQUIS認証を受ける。国際認証のすべて（AACSB、Association of MBAs、EQUIS）を取得した国内初の経営大学院（トリプルクラウン校）となる
- 2022年 世界中のトップビジネススクールの共同体として、選ばれた学生の交換留学を可能とするネットワーク、PIM（パートナーシップ・イン・インターナショナル・マネジメント）の正会員となる
- 2023年 ベータ・ガンマ・シグマ（Beta Gamma Sigma）の支部設立
- 2024年 キャンパス内に国際寮（HIROSHI HALL）を設置

## 基礎データ

### 所在地

#### 学部
- 日進キャンパス（愛知県日進市）
- 名古屋キャンパス（愛知県名古屋市中区）

#### 大学院
- 名古屋丸の内キャンパス（愛知県名古屋市中区）
- 東京丸の内キャンパス（東京都千代田区）
- 大阪うめきたキャンパス（大阪府大阪市北区）

### 象徴

#### 学歌

##### 名古屋商科大学学歌
- 作詞：河合恒人、作曲：林光で三番から構成されている。[39]

#### 丸の内タワー（名古屋キャンパス）
- 名古屋市中区に位置する名古屋キャンパスのメインキャンパス。延床面積：17,756平米、地上15階/地下1階の鉄骨鉄筋コンクリート造のタワービル。最新の免震構造、環境配慮のサスティナブル建築、最新の省エネ技術等を採用。2015年6月22日竣工。照明学会・平成27年照明普及賞受賞[40]、DSA日本空間デザイン賞2016・B部門（文化・街づくり空間）入選[41]。

#### ミレニアムゲート（日進キャンパス）
- 栗本学園65周年と2000年という新世紀の幕開けを記念して日進キャンパスに建設された凱旋門タイプの巨大正門。2000年竣工。[42]

#### 万博記念ゲート（日進キャンパス）
- 大学近隣地で開催された2005年日本国際博覧会(愛・地球博、愛知万博)を記念して日進キャンパスに建設された北門ゲート。2005年3月竣工[43]。第39回ＳＤＡ賞　奨励賞（日本サインデザイン協会）受賞[44]。

## 教育および研究

### 学部教育

#### 経済学部
経済学の視点を通じて経済活動を俯瞰的に観察する力を高め、より豊かな社会を生み出す人材を育成。経済学部のカリキュラムは経済政策的な視点から物事を考察する総合政策学科と市場経済を俯瞰的に捉える経済学科で構成。経済学部卒業後はMBAランキングでアジア1位にランキングされる名古屋商科大学大学院に優先的に進学することができる。。総合政策学科では、政府や地方公共団体の構が果たす役割と機能を理解。市場経済、企業経営の実態、先進技術の活用、国際社会の関係性、環境問題など国内外の現実社会を学び、不確実でグローバルな時代に必要とされる知識を保持、かつより良い社会を構築できる人材を育成。
- 経済学科
- 総合政策学科

#### 経営学部
経営学を通じて企業価値を高め企業経営に貢献できる人材を育成することを目的として構成。経営学部は、先進的な企業の経営手法を学ぶ「経営学科」とITを通じて新たな価値を創出する「経営情報学科（データサイエンス）」で構成。実際の企業で起こった事例を用いた実践的な学び（ケースメソッド）を通じてビジネスに新たな価値を生み出す柔軟で斬新な発想力を養成。
- 経営学科
- 経営情報学科

##### 商学部
商学部では、市場（商品サービス）と顧客との繋がりを「実学的」に考察することを目的とし、マーケティング、会計、および税法に関するカリキュラムが充実。将来の進路を見据えたインターンシップに加えて、簿記や税理士試験のための資格対策講座などが豊富。卒業後は大学院会計ファイナンス研究科に優先的に進学することが可能で多くの卒業生が公認会計士および税理士として活躍。
- マーケティング学科
- 会計学科

#### 国際学部
実践体験型の学びを通じて国際的に活躍可能な人材の育成を目指す「国際学科」と「英語学科」で構成。海外渡航のみならず海外提携校の高品質な教育に参加可能なライブバーチャル留学など豊富な留学制度を整備。語学のみならず国際関係学を学びながら、異文化理解を深めながら多様な価値観を習得して、世界の文化や倫理等を理解し尊重できるグローバル人材を育成。
- 国際学科
- 英語学科 （2025年度から英米学科に変更予定）

経営管理課程
MBA教育で長年培かわれた実践的なマネジメント教育を学部教育で「BBA（Bachelor of Business Administration）」として展開。学部版MBAとして国内初となる、経済学部、経営学部、商学部による連携学部（経営管理課程）として、実践的なケースメソッドでの学びで自らの考えを社会に提案できる人材を育成。
- BBA
- Global BBA（英語）

### 大学院教育（ビジネススクール）
名商大ビジネススクールは、AACSB（Association to Advance Collegiate Schools of Business）、Association of MBAs（Association of MBAs）、EQUIS（The European Quality Improvement System）という3大国際認証機関によるMBA国際認証を取得した国内で唯一の大学院である。これら全ての国際認証を有する学校は世界中でトップ1%のみであり、トリプルクラウン校と呼ばれる。キャンパスは、名古屋丸の内（愛知県名古屋市中区）、東京丸の内（東京都千代田区）、大阪うめきた（大阪府大阪市北区）にある。入学時期は、4月または9月。

#### 研究科
| 研究科                        | プログラム（英文学位）            | 言語   | キャンパス         | 区分                 | 日本語学位     |
| ----------------------------- | --------------------------------- | ------ | ------------------ | -------------------- | -------------- |
| マネジメント （修士課程）     | Executive MBA                     | 日本語 | 東京・大阪・名古屋 | 社会人選抜           | 修士（経営学） |
| マネジメント （修士課程）     | MBA                               | 日本語 | 東京・名古屋       | 社会人選抜           | 修士（経営学） |
| マネジメント （修士課程）     | MBA                               | 英語   | 名古屋             | 社会人選抜           | 修士（経営学） |
| マネジメント （修士課程）     | Master in Management              | 英語   | 名古屋             | 一般選抜             | 修士（経営学） |
| マネジメント （修士課程）     | Master in Business Analytics & AI | 英語   | 名古屋             | 一般選抜             | 修士（経営学） |
| 会計ファイナンス （修士課程） | MSc in Taxation                   | 日本語 | 東京・名古屋       | 一般選抜・社会人選抜 | 修士（経営学） |
| 会計ファイナンス （修士課程） | MSc in Accounting                 | 日本語 | 東京・名古屋       | 一般選抜・社会人選抜 | 修士（経営学） |

#### PreMBA
PreMBAとはMBAのエッセンスを凝縮して1年間または2年間（高校卒業者のみ）で学修するプログラム。MBAの学習領域を網羅した年間20種類以上の講義を、体系的に履修することでMBAの基礎力養成を目指す。PreMBAの修了者には学校教育法第105条に基づく履修証明（Certificate）が授与される。

### ダブルディグリー制度
ダブルディグリー・プログラム(提携校への交換留学に参加し、修了時に提携校と名古屋商科大学の両方から学位が取得できる留学制度)対象校の中に、３大ビジネススクール国際認証機関(AACSB、AMBA、EQUIS)の全てから認証されたTriple accreditation世界110校のうちEDHEC経営大学院（フランス）、Grenoble School of Management（フランス）、NEOMA Business School（フランス）、Audencia Business School(フランス)が含まれている。

### 附属機関
- 総合語学教育センター[50]
- 地域活性化研究センター
- 事業承継研究所[51]
- 図書館
  - 中央図書館（日進キャンパス）
  - 図書館（名古屋キャンパス）
- 戦略経営研究所（名古屋丸の内キャンパス：大学院）[52]
- ケースメソッド研究所（名古屋丸の内キャンパス：大学院）[53]
- 国際教育研究センター(名古屋市千種区)[54]

### 研究

#### 文部科学省採択事業

##### 特色ある大学教育支援プログラム（特色GP）
- 平成18年度採択「Weekend MBA　−社会人に対する週末型大学院−」（修士課程）[55]

##### 私立大学戦略的研究基盤形成支援事業
- 平成20年度採択「国際的通用性のある人材の育成と教授法の研究」[56]

##### 大学生の就業力育成支援事業（就業力GP）
- 平成22年度採択「ＮＵＣＢフロンティア力を通じた就業力育成」[57]

##### 高度人材養成のための社会人学び直し大学院プログラム
- 平成26年・27年・28年度採択「経営基盤強化を担うイノベーション人材が育つ「MBAエッセンシャルズ」プログラム」[58]

##### 私立大学研究ブランディング事業
- 平成29年・30年度採択「地域経済の持続発展を担うアントレプレナーに関する研究拠点整備事業」[59]

##### 知識集約型社会を支える人材育成事業
- 令和3年度採択「知識集約型社会を支える人材育成事業」[60]

#### 内閣府委託事業

##### 女性リーダー育成プログラム
- 令和元年度採択「女性リーダー育成のためのモデルプログラム試行実施の効果等の調査研究」[61]

## 刊行物
名古屋商科大学は研究成果を発表する為に以下の冊子を発行している。
- 「NUCB Journal of Economics, Management and Humanities」

## 学生生活

### クラブ・サークル活動
- スポーツ系クラブ、文科系クラブやサークルが多数存在する[22]。

### 学園祭

#### 三ヶ峯祭
学園祭は「三ヶ峯祭（さがみねさい）」と呼ばれ、通例10月第三週に2日間にわたり開催。多くの模擬店やステージでの企画等が催される。
毎年著名なアーティストやタレントを招聘。ライブは日進キャンパスの体育館アリーナにて学園祭1日目に開催、トークショーはメインステージにて学園祭2日目に開催。
- 三ヶ峯祭 公式ウェブサイト
- 三ヶ峯祭 公式X（旧Twitter）
- 三ヶ峯祭 公式Instagram

|        | 開催年 | ライブ                                                                                        | トークショー・お笑いライブ             |
| ------ | ------ | --------------------------------------------------------------------------------------------- | -------------------------------------- |
| 第44回 | 1996年 | 黒夢・高原兄                                                                                  | 富田たかし                             |
| 第45回 | 1997年 | Every Little Thing・大橋利恵                                                                  | リサ・ステッグマイヤー                 |
| 第46回 | 1998年 | 高原兄                                                                                        |                                        |
| 第47回 | 1999年 | 知念里奈                                                                                      | X-GUN                                  |
| 第48回 | 2000年 | chiaki                                                                                        | ベッキー・鴻口可南・号泣・ホメゴロシ   |
| 第49回 | 2001年 | shela・speena・shiina・Honey Groover                                                          | 春一番・神奈月                         |
| 第50回 | 2002年 | EXILE                                                                                         | マギー審司                             |
| 第51回 | 2003年 | DA PUMP・nobodyknows+・カルテット・ひなた                                                     | ザブングル・いつもここから・黒沢ゆう子 |
| 第52回 | 2004年 | 大塚愛                                                                                        | 原口あきまさ                           |
| 第53回 | 2005年 | ロードオブメジャー                                                                            | 安田大サーカス・チョップリン           |
| 第54回 | 2006年 | YUI                                                                                           |                                        |
| 第55回 | 2007年 | 土屋アンナ                                                                                    |                                        |
| 第56回 | 2008年 | 中川翔子                                                                                      | DAIGO                                  |
| 第57回 | 2009年 | FUNKY MONKEY BABYS                                                                            | 矢口真里                               |
| 第58回 | 2010年 | Hilcrhyme                                                                                     | 加藤ローサ                             |
| 第59回 | 2011年 | 清水翔太                                                                                      | 南明奈                                 |
| 第60回 | 2012年 | THE BAWDIES・9mm Parabellum Bullet                                                            | 田中美保                               |
| 第61回 | 2013年 | Base Ball Bear                                                                                | 芹那                                   |
| 第62回 | 2014年 | 加藤ミリヤ                                                                                    | 加藤夏希                               |
| 第63回 | 2015年 | キュウソネコカミ・BLUE ENCOUNT                                                                |                                        |
| 第64回 | 2016年 | SPYAIR                                                                                        | 武田玲奈                               |
| 第65回 | 2017年 | 家入レオ AnimalBeast・ナト☆カン & 究極人形・ P-Loco・＊ココロモヨヲ＊・OS☆U（台風により中止） |                                        |
| 第66回 | 2018年 | BLUE ENCOUNT・SUPER BEAVER                                                                    |                                        |
| 第67回 | 2019年 | 04 Limited Sazabys                                                                            |                                        |
| 第69回 | 2021年 | SUPER BEAVER                                                                                  |                                        |
| 第70回 | 2022年 | Novelbright                                                                                   | 大原櫻子                               |
| 第71回 | 2023年 | Little Glee Monster                                                                           |                                        |
| 第72回 | 2024年 | ベリーグッドマン                                                                              |                                        |

#### 後夜祭
三ヶ峯祭終了後の日進キャンパスにて開催。
キャンプファイアーやステージで芸能人の企画が催され、最終日には花火も打ち上げられる。
- 後夜祭 公式X（旧Twitter）
- 後夜祭 公式Instagram

| 開催年 | タレント           |
| ------ | ------------------ |
| 2000年 | 坂道コロコロ       |
| 2001年 | バナナマン         |
| 2002年 | エスパー伊東       |
| 2003年 | ダイノジ           |
| 2004年 | チャイルドマシーン |
| 2005年 | ザ・プラン9        |
| 2006年 | 博多華丸・大吉     |
| 2008年 | ロッチ             |
| 2009年 | とろサーモン       |
| 2010年 | Gacharic Spin      |
| 2011年 | 益若つばさ         |
| 2012年 | 重盛さと美         |
| 2013年 | 押切もえ           |
| 2014年 | マギー             |
| 2015年 | 菊地亜美           |
| 2016年 | 久松郁実           |
| 2017年 | MACVES・おのののか |
| 2018年 | 絹 sowa・谷まりあ  |
| 2019年 | 佐野ひなこ         |
| 2021年 | 吉川愛             |
| 2022年 | JP・ラパルフェ     |

## 大学関係者と組織

### 著名な教員
- 各務茂夫（客員教授、東京大学教授）
- 高木晴夫
- 大槻奈那
- 根来達之
- 永久寿夫
- 竹内伸一
- 小山龍介
- 刈屋武昭
- 中村順司（名商大野球部総監督、元 PL学園高校野球監督）[65]
- 中村信行
- 澤谷由里子
- 原田泰
- 加登豊
- 蔡東生

### 元教員
- 河合逸治（初代教養部長、河合塾創立者）

### OB・OG

#### 政治・経済
- 長田徹 - 政治家
- 熊本浩志 - amadana（代表取締役社長）
- 服部徹 - 中日本興業（代表取締役社長）
- 光田敏夫 - 桂新堂（代表取締役社長）
- 石原司郎 - コメ兵ホールディングス（元代表取締役会長）
- 水野泰三 - アルペン（元代表取締役会長、創業者）
- 成田おさむ（愛知県議会議員）
- 河合恒人 - 元河合塾理事長
- 朝日浩司 - アサヒフォージ（代表取締役社長）
- 濵田光太郎 - 濵田酒造（代表取締役副社長）
- 森宏文 - 森長組（代表取締役社長）
- 吉川拓哉 - 吉川化成（専務取締役）

#### 教育・文化
- 齊藤隆夫 - 会計学者、名古屋大学名誉教授
- 加藤歩 - お笑いタレント、元ザブングル
- 高原兄 - 歌手・作曲家（在学中にアラジンのグレート高原としてデビュー）
- 中村なぎさ - アナウンサー（サガテレビ）
- てつや - YouTuber（東海オンエア）

#### スポーツ
- 大豊泰昭 - 元野球選手（中日、阪神一塁手・外野手）
- 大順将弘 - 元野球選手
- 小川宗直 - 元野球選手
- 音重鎮 - 元野球選手（中日・広島外野手）
- 下村栄二 - 元野球選手（広島投手）
- 平野謙 - 元野球選手（中日、西武、ロッテ外野手）
- 竹下哲史 - 元野球選手（中日ドラゴンズ投手）
- 土屋朋弘 - 元野球選手（楽天イーグルス投手）
- 畝章真 - 野球選手（広島投手、育成選手）
- 高井諭 - 元野球選手
- 鬼頭洋 - 元野球選手
- 茶野篤政 - 野球選手
- 服部真夕 - プロゴルファー
- 宅島美香 - プロゴルファー
- 西飯徳康 - 卓球選手
- 柳田和洋 - サッカー選手

## 施設

### キャンパス

#### 日進キャンパス
- 使用学部：経済学部（経済学科・総合政策学科）、経営学部（経営学科・経営情報学科）、商学部（マーケティング学科、会計学科）、国際学部（グローバル教養学科、英語学科）[4]
- 使用附属施設：
  - 総合語学教育センター[50]
  - 地域活性化研究センター
  - 事業承継研究所[51]
  - 中央図書館
  - アメニティ施設
    - セブンイレブン名商大店（売店：中央管理棟1階）
    - Sora Cafe（コミュニティパビリオン1階）
    - 丸善名商大店（書店：コミュニティパビリオン2階）
- 所在地：愛知県日進市米野木町三ヶ峯
- 交通アクセス：
  - 名古屋市交通局鶴舞線赤池駅からスクールバスで約27分[2]
  - 愛知高速交通東部丘陵線（リニモ）公園西駅からスクールバスで約7分
  - 名鉄豊田線米野木駅から名鉄バスで約13分
  - 愛知環状鉄道線篠原駅から車で約10分

#### 名古屋キャンパス
- 使用学部：経営管理課程（3学部連携）
- 使用研究科：マネジメント研究科（修士課程）、会計ファイナンス研究科（修士課程）[46]
- 使用附属施設：
  - 図書館[66]
  - 戦略経営研究所
  - ケースメソッド研究所
  - アメニティ施設
    - スポーツジム
    - 学生ラウンジ、食堂
- 所在地：愛知県名古屋市中区錦1-20-1（伏見ビル）・錦1-3-1（丸の内タワー）[67]
- 交通アクセス：名古屋市営地下鉄東山線・鶴舞線 伏見駅、桜通線・鶴舞線 丸の内駅[2]

#### 東京丸の内キャンパス
- 使用研究科：マネジメント研究科（修士課程）、会計ファイナンス研究科（修士課程）[46]
- 所在地：東京都千代田区丸の内2-4-1　丸の内ビルディング7F、9F、10F[67]
- 交通アクセス：JR東海道本線（上野東京ライン）・東北新幹線、JR東海道新幹線　東京駅（南口）

#### 大阪うめきたキャンパス
- 使用研究科：マネジメント研究科（修士課程）[46]
- 所在地：大阪府大阪市北区大深町3-1　グランフロント大阪ナレッジキャピタル7F[67]
- 交通アクセス：JR東海道本線 大阪駅、大阪メトロ御堂筋線 梅田駅、阪神本線 大阪梅田駅、阪急神戸本線・宝塚本線・京都本線 大阪梅田駅

## 対外関係

### 地方自治体との協定
- スタートアップ・エコシステム形成に関する協定（Aichi-Startup戦略）
本協定締結大学は、本学等を運営する学校法人栗本学園・名古屋大学・名古屋工業大学・豊橋技術科学大学[68]。
  - 愛知県(2018年締結)[69][70]
Aichi-Startup戦略で本学が提供する事業
    - 名古屋商科大学ビジネススクール・アントレセンタープログラム
    - 名古屋商科大学ビジネススクール・ものづくりMBA
    - 新規設置予定の高等学校（令和3年9月1日に日進キャンパス内に国際高等学校を設置予定）[71]
    - 実証実験エリア提供事業

- 連携協力に関する協定
  - 日進市 （2011年締結）[72]

### 他大学との協定
- 東海地区大学図書館協議会加盟館間の来館利用に関する暫定協定(2004年締結）[73]

### ケースメソッドパートナー
学部・大学院教育ともにケースメソッドを採用した参加者中心型の授業を実施し、海外ケースパブリッシャーと提携する「日本ケースセンター」を運営する。
Canada
- Ivey Business School（英語: Ivey Business School）at University of Western（英語: University of Western Ontario）

France
- INSEAD

Japan
- 名古屋商科大学大学院
- 日本ケースセンター

Switzerland
- 国際経営開発研究所

Singapore
- Singapore Management University

United States of America
- The Case Centre
- Darden Business Publishing（英語: Darden Business Publishing）
- ハーバード・ビジネス・スクール[74]

### 海外提携校
名古屋商科大学は、世界のビジネススクールランキングでも高評価のビジネススクールとのパートナー・ネットワークを構築。イギリスのインペリアル・カレッジ・ロンドン、フランスのEDHEC経営大学院、カナダのアルバータ大学やタイ王国のタンマサート大学など世界63ヵ国187校の提携校があり、留学先での修得単位は単位交換される。また、2022年にはPartnership in International Management（PIM）のメンバー校に選出された。PIMはHEC経営大学院、ニューヨーク大学、ロンドン・ビジネス・スクールの３校が協力して1973年に発足したビジネススクールの国際組織であり、その国を代表する大学が原則として1校のみ招待されるネットワークである。2023年現在、68校以上が加盟している。

#### 海外提携校一覧
| Argentina - University Of Buenos Aires, School of Economic Sciences - IAE Universidad Austral Austria - Management Center Innsbruck - WU (Vienna University of Economics and Business) Belgium - Louvain School of Management - Solvay Brussels School of Economics and Management Brazil - Insper Instituto de Ensino e Pesquisa (Insper) - Escola de Administracao de Empresas de Sao Paulo da Fundacao Getulio Vargas (FGV-EAESP) Canada - Haskayne School of Business, University of Calgary - Wilfrid Laurier University, Lazaridis School of Business & Economics - Universite Laval - McMaster University DeGroote School of Business - Queen's University - University of Alberta Chile - University of Chile - Facultad de Economia y Negocios China - Hong Kong Baptist University - Jinan University - Tongji University - The Chinese University of Hong Kong, Shenzhen - Beijing Institute of Technology - College of Business, Shanghai University of Finance and Economics - Business School, Sun Yat-sen University - Antai College of Economics & Management, Shanghai Jiao Tong University Costa Rica - INCAE Business School Croatia - Zagreb School of Economics and Management Cyprus - Cyprus International Institute of Management (CIIM) Czech Republic - University of Economics, Prague Denmark - Aarhus School of Business Egypt - The American University in Cairo Estonia - Estonian Business School - Tallinn University of Technology School of Economics and Business Administration Finland - Aalto University School of Economics - Hanken School of Economics France - Montpellier Business School - Toulouse Business School - KEDGE Business School - NEOMA Business School - IESEG School of Management - Audencia Nantes School of Management - ICN Business School - EMLYON Business School - EDHEC Business School, Lille-Nice - Groupe ESC Dijon Bourgogne / Burgundy School of Business - Institute d'Etudes Politiques de Lille - ESC Rennes School of Business - Grenoble ecole de management | Germany - University of Cologne - Goethe University Frankfurt, Faculty of Economics and Business Administration - Munster School of Business and Economics - University of Mannheim Business School - Leipzig Graduate School of Management (HHL) - Pforzheim University Greece - Athens University of Economics and Business - ALBA Graduate Business School Hungary - Corvinus University of Budapest India - Indian School of Business - Xavier Institute of Management & Entrepreneurship - Indian Institute of Management, Calcutta - Management Development Institute - S P Jain Institute of Management & Research Indonesia - Gadjah Mada University Israel - Tel Aviv University Recanati Business School Italy - LUISS Business School Kazakhstan - University of International Business - Narxoz University - Almaty Management University Korea - Seoul National University, College of Business Administration - KAIST College of Business, Korea Advanced Institute of Science and Technology Lebanon - American University of Beirut Lithuania - ISM University of Management and Economics Luxembourg - Luxembourg School of Business Malaysia - Monash University Malaysia - University of Malaya - PUTRA Business School Mexico - Instituto Tecnologico Autonomo de Mexico (ITAM) - IPADE Business School Monaco - International University of Monaco Morocco - ESCA School of Management Netherlands - University of Groningen - Maastricht University School of Business and Economics - Rotterdam School of Management Erasmus University Norway - BI Norwegian School of Management - Norwegian School of Economics（NHH） Pakistan - Suleman Dawood School of Business, LUMS Peru - CENTRUM Catolica Graduate Business School, Pontificia Universidad Catolica del Peru - ESAN - escuela de administracion de negocios para graduados Philippines - Asian Institute of Management Portugal - Lisbon School of Economics & Management - ISCTE Business School - Nova School of Business and Economics - Universidade Catolica Portuguesa School of Economics and Management | Poland - Warsaw School of Economics - Kozminski University Russia - Graduate School of Management, St.Petersburg University (GSOM SPbU) - Lomonosov Moscow State University Business School - Stockholm School of Economics, Russia Saudi Arabia - Prince Sultan University Singapore - NUS Business School - Singapore Management University South Africa - University of Stellenbosch Business School Spain - School of Economics and Business Administration of the University of Navarra - EADA Escuela de Alta Direccion y Administracion Sweden - Jonkoping International Business School (JIBS) Jonkoping University - Stockholm Business School, Stockholm University - Uppsala University Switzerland - HEC Lausanne, University of Lausanne - University of St. gallen Taiwan - National Taiwan University of Science and Technology - National Taiwan University - College of Commerce, National Chengchi University (CNCCU) Thailand - Sasin Graduate Institute of Business Administration of Chulalongkorn University - Thammasat University Faculty of Commerce and Accountancy - Chulalongkorn University, Faculty of Economics - Chulalongkorn University, Faculty of Commerce and Accountancy Turkey - KOC University United Kingdom - Aston Business School, Aston University - Kingston Business School, Kingston University London - Newcastle Business School, Northumbria University - Imperial College Business School, Imperial College London Ukraine - Kyiv-Mohyla Business School United States of America Auburn University at Montgomery - University of Baltimore - Florida International University - Shidler College of Business, The University of Hawaii at Manoa - Liautaud Graduate School of Business, University of Illinois at Chicago - Graziadio School of Business and Management, Pepperdine University Vietnam - University of Economics and Law, Vietnam National University, Ho Chi Minh City - Ho Chi Minh City University of Social Sciences and Humanities |

#### ダブルディグリー協定校
学部のダブルディグリープログラムは、提携校への交換留学に参加し、特定プログラムを修了することにより、留学先の授業料は免除され、国内大学卒業と同時に留学先の学士号も取得できる留学制度。
大学院のダブルディグリープログラムは、在籍大学院と提携ビジネススクールにてそれぞれ1年ずつ学び、2年で両校の修士号（MBA）が取得できるプログラム。授業料は国内大学2年分のみで留学先の授業料は免除される。
United States
- The Tepper School of Business
- Johns Hopkins Carey Business School

Canada
- University of Alberta

Chile
- University of Chile - Facultad de Economia y Negocios

France
- EDHEC Business School
- Grenoble Ecole de Management
- NEOMA Business School
- ICN Business School
- Audencia Nantes School of Management

Germany
- Leipzig Graduate School of Management (HHL)
- EBS Business School, EBS Universität für Wirtschaft und Recht

Ireland
- University of Limerick - Kemmy Business School[79][80]

Taiwan
- National Taiwan University of Science and Technology (Taiwan Tech)[81]

## 附属学校
- 国際高等学校
- 名古屋国際中学校・高等学校[82]